# Scartella cristata

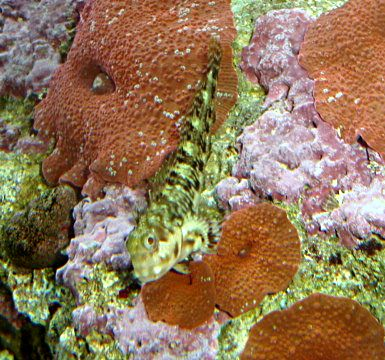

 Scartella cristata és una espècie de peix de la família dels blènnids i de l'ordre dels perciformes.

## Morfologia
Els mascles poden assolir 12 cm de longitud total. Cos lleugerament comprimit a la meitat posterior, amb la línia lateral no gaire visible, enarcada sobre les pectorals i després rectilínia, acabada sota el desè radi tou de l'aleta dorsal. Cap massís, amb el perfil anterior quasi vertical, les galtes inflades, els ulls tocant el perfil del cap i amb l'espai interorbitari menor que el seu diàmetre. Absència de dents canines a la mandíbula superior. És característica la mena de cresta de la regió nucal formada per una quinzena d'apèndixs cutanis filiformes. L'aleta dorsal, amb una dotzena de radis espinosos i 14 o 15 radis tous, presenta una petita incisura entre la part espinosa i la part tova. Aleta anal amb 2 radis espinosos i de 15 a 17 radis tous. Cos de color verdós olivaci brut, amb 6 o 7 bandes verticals fosques i irregulars.

## Reproducció
És ovípar.

## Hàbitat i distribució geogràfica
És un peix marí de clima tropical i associat als esculls de corall, el qual viu entre 0-10 m de fondària a la zona on rompen les ones de les costes rocalloses tot cercant la protecció d'escletxes i forats o entre les algues. Es troba a l'Atlàntic occidental (des de Bermuda, Florida i el nord del Golf de Mèxic fins al Brasil), l'Atlàntic oriental (des de Mauritània i les Illes Canàries fins a Möwe Bay -Namíbia-), el Mediterrani meridional (incloent-hi Torremolinos i Taramay -a prop de Motril- a Espanya, Sicília i el Peloponès -Grècia-), el Japó i Taiwan.